# Mačkovec pri Škocjanu
Mačkovec pri Škocjanu este o localitate din comuna Škocjan, Slovenia, cu o populație de 30 de locuitori.